# 郭元建
郭元建（?—?），中国南北朝侯景的部将。
549年六月廿九日，侯景任命仪同三司郭元建为尚书仆射、北道行台、总江北诸军事，镇守新秦（今江苏省六合区北）。550年正月廿五日，侯景派郭元建带兵攻打南兖州（治所在广陵，今江苏省扬州市），祖皓环城固守。十一月，侯景为征收租赋进入建康，北齐东徐州（治所在下邳，今江苏省邳州市）刺史行台辛术率军队渡过淮河以断其后路，烧掉他的粮食百万石，包围了阳平（今安徽省灵璧县）。侯景行台郭元建带兵去救援。
551年二月，侯景把宋子仙、郭元建、张化仁视为佐命第一等功臣，任命王克为太师，宋子仙为太保，元罗为太傅，郭元建为太尉，张化仁为司徒，任约为司空，王伟为尚书左仆射，索超世为尚书右仆射。八月廿一日，萧栋登上皇帝位。大赦天下，改年号为天正。太尉郭元建听到后，从秦郡（治所在新秦）急忙赶回建康，问侯景：“主上（梁简文帝）是先帝的太子，一向没有罪过，怎么能随便废黜！”侯景回答说：“王伟劝我这样做，他对我说：‘早点消除梁室的民望。’我才听从，以安天下。”郭元建说：“我们挟天子，令诸侯，还担心不能成功，现在无故废帝，自取危亡，有什么安定可言！”侯景听了，想迎回简文帝，让萧栋当太孙。王伟说：“废立大事，怎么可以来回改变主意！”侯景这才作罢。八月廿四日，侯景把太子萧大器的妃子赐给郭元建。郭元建说：“岂有皇太子妃充当人家侍妾之理！”不和她见面，由她的意愿去当道姑。
北齐军队多次侵犯侯景的边地，552年正月初五，侯景派郭元建率领步兵进军小岘（今安徽省合肥市东昭关），侯子鉴率领水军向濡须（今安徽省含山县西南）进发，正月初十，抵达合肥。北齐闭城门不出战，郭元建、侯子鉴只好引兵退回。三月廿二日，南兖州（治所在广陵，今江苏省扬州市）刺史郭元建，秦郡戍主郭正买，阳平戍主鲁伯和，行南徐州（治所在京口，今江苏省镇江市）事郭子仲，都献出自己镇守的城池归降萧绎。王僧辩派陈霸先带兵去广陵接受郭元建等人的投降，又派使者去安慰他们。侯子鉴渡江逃到广陵，对郭元建说：“我们是梁朝的宿仇，有何面目再见到梁主！不如投奔北方，还可还乡。”于是全都投降了北齐。当陈霸先行军抵达欧阳（今江苏省仪征市北），北齐行台辛术已经占据了广陵。
四月十八日，侯景与亲信乘小船逃跑，向岸上的人打听情况，他们说：“郭元建还在广陵呢！”侯景听了心中大喜，就准备去投奔郭元建。侯景被部下杀死。侯景让他的侍中兼平原太守赵思贤掌管传国玉玺。赵思贤从京口渡江时，遇到盗贼，他的随从慌乱之中把传国玉玺扔在草中。他到达广陵之后，把这事告诉了郭元建。郭元建派人去找了回来，把它交给辛术。辛术把玉玺送到了邺城。
五月，北齐皇帝高洋派潘乐、郭元建率兵去包围秦郡，王僧辩派左卫将军杜崱去救援，陈霸先也亲自从欧阳赶来会师。他们和郭元建在士林（六合区境内）大战一场，把郭元建打得惨败，斩下首级一万多，俘虏了一千多人。郭元建收拾残兵败将向北逃窜。553年九月，高洋派郭元建在合肥训练水军二万余人，准备袭击建康。闰十月，南豫州刺史侯瑱与郭元建交战于东关（今安徽省含山县东南），北齐军队大败，淹死的士兵数以万计。